# Hồng Dụ
Hồng Dụ là một xã thuộc huyện Ninh Giang, tỉnh Hải Dương, Việt Nam.

## Địa lý
Xã Hồng Dụ nằm ở phía đông nam huyện Ninh Giang, có vị trí địa lý:
- Phía đông giáp xã Đồng Tâm
- Phía tây giáp xã Ninh Hải
- Phía nam giáp xã Hiệp Lực và xã Hồng Phong
- Phía bắc giáp xã Tân Hương.

Xã Hồng Dụ có diện tích 7,78 km², dân số năm 2018 là 8.056 người, mật độ dân số đạt 1.035 người/km².

## Lịch sử
Xã Hồng Dụ trước đây vốn là hai xã Hồng Dụ và Hồng Thái cũ.
Trước khi sáp nhập, xã Hồng Thái có diện tích 4,47 km², dân số là 4.701 người, mật độ dân số đạt 1.052 người/km², có 5 thôn: Tương, Tiêu, An Rặc, Tam Tương, Dậu Trì. Xã Hồng Dụ có diện tích 3,31 km², dân số là 3.355 người, mật độ dân số đạt 1.014 người/km².
Ngày 16 tháng 10 năm 2019, Ủy ban Thường vụ Quốc hội ban hành Nghị quyết số 788/NQ-UBTVQH14 về việc sắp xếp các đơn vị hành chính cấp huyện, cấp xã thuộc tỉnh Hải Dương (nghị quyết có hiệu lực từ ngày 1 tháng 12 năm 2019). Theo đó, sáp nhập toàn bộ diện tích và dân số của xã Hồng Thái vào xã Hồng Dụ.

## Di tích

### Đình Dậu Trì
Từ xưa đến nay đình Dậu Trì là nơi thờ Thành hoàng làng Trần Lãm hiệu là Trần Minh Công người có công phù giúp Đinh Bộ Lĩnh dẹp loạn 12 sứ quân lập nên cơ nghiệp nhà Đinh, nước Đại Cồ Việt thế kỷ thứ 10. Sau khi mất âm phù nhà Trần đánh giặc Nguyên thế kỉ 13. Công lao của Ông đã được ghi trong thần tích, sắc phong, câu đối, đại tự và trong các tài liệu được lưu trữ tại Viện thông tin khoa học xã hội.